# On Parole
On Parole är ett musikalbum av hårdrocksgruppen Motörhead. Det spelades in 1975, som gruppens första album, men gavs inte ut förrän 1979.
Bandets dåvarande skivbolag United Artists var tveksamt till albumet och ville inte ge ut det. Efter att ha bytt till Chiswick Records gjorde man nya inspelningar av flera av låtarna, vilka fanns med på albumet Motörhead (1977). Efter framgångarna med Overkill och Bomber valde United Artists 1979 till slut att ge ut On Parole.

## Låtlista
1. "Motorhead"
2. "On Parole"
3. "Vibrator"
4. "Iron Horse/Born to Lose"
5. "City Kids"
6. "The Watcher"
7. "Leaving Here"
8. "Lost Johnny"
9. "Fools"